# Gran Tapeçaria do World Trade Center
La Gran Tapeçaria do World Trade Center foi uma grande tapeçaria de Joan Miró. Foi exibido no saguão do 2 World Trade Center (Torre Sul), em Nova York, de 1974, até que foi destruída em 2001.
Saul Wenegrat, ex-diretor do programa de arte para a Autoridade Portuária de Nova York, tinha sugerido a Miró que ele poderia fazer uma tapeçaria para o World Trade Center, mas o artista não quis que ele só faria o trabalho com suas próprias mãos , mas teve nenhuma experiência de fazer uma tapeçaria. No entanto, depois que sua filha se recuperou de um acidente em Espanha, Miró concordou em fazer uma tapeçaria para o hospital que a tinha tratado , como um sinal de sua gratidão. Tendo aprendido a técnica de tapeceiro Josep Royo, Miró fez várias outras tapeçarias com Royo, incluindo um para o World Trade Center, Mulher para a National Gallery of Art, em Washington, DC, e um para a Fundació Joan Miró.
O trabalho era um desenho abstrato, com blocos brilhantes de cor, vermelho, verde, azul e amarelo, com elementos pretos e um fundo castanho claro. Feito de lã e linho, mediu 20 × 35 pés ( 6,1 × 10,7 m) e pesava 4 toneladas. Foi concluída em 1973, e exibido em uma retrospectiva no Grand Palais, em Paris , antes de ser instalado em Nova York, em 1974. Foi destruída em 11 de setembro de 2001, com o colapso do World Trade Center, após o 11 de Setembro.